# Минут, Андрей Яковлевич
Андре́й Я́ковлевич Минут (19 октября 1773 — 1 октября 1842, Санкт-Петербург, Российская империя) — русский генерал-лейтенант, учёный-артиллерист.

## Биография
Родился на Охтенском пороховом заводе 19 октября 1773 года. Отец его был майором артиллерии и известен тем, что изобрёл и построил, в 1771 году, в Охтенском пороховом заводе, которого он был командиром, едва ли не первую в России пушечную сверлильную машину, за что удостоился получить от императрицы Екатерины II денежную награду в 3000 рублей.
Младший сын его, Андрей, отдан был в 1779 году на воспитание в Сухопутный шляхетный кадетский корпус, откуда выпущен на службу в 1793 году в Нашебургский мушкетёрский полк, с производством, за отличные успехи в науках, прямо в капитанский чин.
В 1794 году Минут ходил с полком в Курляндию и Литву, для усмирения польских мятежников, и участвовал в деле под Либавой. После того, состоя в сводном гренадерском батальоне полковника Цагеля, находился в отряде генерал-майора Бороздина, предназначавшемся на службу при особе короля Обеих Сицилий. С этим отрядом Минут в 1799 году отправился на эскадре Пустошкина, из Одессы в Корфу, а потом на берега Италии в Отранто, откуда сухим путём в Неаполь.
В 1800 году Минут был произведён в майоры и находился в Италии до 1802 года, когда отряд Бороздина переведён был обратно в Корфу. Вслед за тем, при сформировании из гренадерских Нашебургских рот нового Куринского мушкетерского полка, Минут переведён был в этот полк и назначен комендантом острова Занта. Должность эта сопряжена была с большими заботами, но Минут вполне оправдал выбор начальства, и пo свидетельству командовавшего русскими войсками на Ионических островах генерал-майора фон Анрепа, умел не только удержать беспокойный дух жителей, но даже привлечь их к себе, за что удостоился в 1805 году награды бриллиантовым перстнем.
Осенью 1807 года, после передачи Ионических островов во владение Франции, Минут возвратился со своим полком в Россию, через Италию, Австрию и Молдавию, а в декабре того же года был произведён в подполковники. Но здесь домашние обстоятельства побудили его совершенно изменить род службы; заботы о матери, находившейся в Одессе и страдавшей душевно и телесно, требовала безотлучного сыновного попечения, и Минут решился в 1809 году оставить полк и перейти в Перекопский гарнизонный батальон. Но и в этой, казалось бы, невидной службе, Минут, умом своим и отличным исполнением обязанностей, обратил на себя внимание герцога де Ришельё, по представлению которого назначен был управляющим Херсонским военно-сиротским отделением, с переводом в тамошний гарнизонный полк. Здесь герцог де Ришельё в короткое время оценил способности Минута и в том же году призвал его в Одессу на более обширное поприще.
По желанию герцога, Минут оставил, в конце 1810 года, военную службу, с чином полковника и с правом ношения вместо гарнизонного общего армейского мундира; а в 1811 году назначен директором Одесской коммерческой гимназии, с исправлением в то же время должности директора и тамошнего Благородного института; и с переименованием в коллежские советники.
Но он недолго оставался на этом посту: товарищ его по кадетскому корпусу, генерал от артиллерии Гогель пригласил его в Санкт-Петербург и в 1815 году Минут назначен был членом Военно-учёного комитета; а в 1819 году по преобразовании этого комитета, членом Артиллерийского отделения этого комитета, с переименованием в полковники артиллерии, и в том же году произведён в генерал-майоры.
С приездом в Санкт-Петербург, Минут вполне посвятил себя учёным занятиям. Зная в совершенстве три иностранных языка и обладая глубокими сведениями в математических науках, он участвовал во всех занятиях артиллерийского отделения, в котором был начальником с 1822 года.
19 декабря 1829 года Минут за беспорочную выслугу был награждён орденом св. Георгия 4-й степени (№ 4321 по кавалерскому списку Григоровича и Степанова).
В 1830 году Минут был назначен членом комитета по артиллерийской части, потом членом комиссии для уравнения калибров сухопутной и морской артиллерии, и многих других временных комитетов и комиссий, так что можно сказать, ни одно из улучшений или преобразований в материальной части русской артиллерии не обходилось без его содействия.
Он принимал участие в переводе сочинения Ботте и Риффо «Искусство делать порохи», за что награждён бриллиантовым перстнем; деятельно трудился в «Артиллерийском» и «Военном» журналах; составил таблицы для стрельбы, включенные в изданные Гогелем «Основания артиллерийской и понтонной науки»; проектировал горные 1/4-пудовые единороги и все русские новые орудия (конструкции 1838 года), и сверх того, до самой кончины лично производил на Волковом поле все артиллерийские опыты.
Служба генерала Минута не оставалась без внимания: в 1825 году он награждён был орденом св. Владимира 3-й степени; в 1832 году удостоен ордена св. Станислава 1-й степени; в 1836 году награждён орденом св. Анны 1-й степени, а в 1838 году произведён в генерал-лейтенанты.
Но постоянные письменные занятия и сидячая жизнь расстроили его здоровье; уже в 1835 году он чувствовал себя не в силах продолжать службу, но, по желанию великого князя Михаила Павловича, остался; в 1840 году снова готовился на отдых, но был опять удержан и скончался в Санкт-Петербурге 1 октября 1842 года, похоронен на Волковом лютеранском кладбище.